# ركلام (فلم)
ركلام فيلم مصري إنتاج عام 2012.

## القصة
قد يكون الفقر سببا في اختيار أسوأ مصير، وهذا بالفعل ما حدث مع الفتاة شادية (غادة عبد الرازق) التي عانت الأمرين من سوء الحياة وتدهورها وقسوة زوج امها؛ فتضطر للعمل في أكثر من مهنة بحثا عن الحياة الكريمة، إلا أن الحياة تعاكسها دائما فتضطر إلى الموافقة على الزواج من تاجر مخدرات، وتبدأ من هنا حياتها في الانحدار عقب أن يتم القبض على زوجها. في نفس الوقت تقع الفتاة دولت (رانيا يوسف) في نفس المصير والتي تعمل كمندوبة مبيعات، فتتعرف على صديقتها التي تزج بها إلى طريق الانحراف. وعلى نفس الوتيرة تعاني الفتاة شكرية من شقيقها العاطل الذي يجبرها على الزواج من أحد الأشخاص العاجز جنسيا؛ فتوطد علاقتها بخطيبها السابق الذي يعمل طبال بإحدى الفرق بالملاهي الليلية وهنا تصبح راقصة. وانتهاء بشخصية سوزي تلك الفتاة الارستقراطية التي يخسر والدها كل أمواله بالبورصة وتضطر برفقة والدتها (مادلين طبر) للعمل في نادي صحي ملك خالتها (إيناس مكي) ثم تتزوج عرفيا وتقع في شبكة دعارة عقب أن يتم إلقاء القبض على والدتها ضمن إحدى شبكات الدعارة أيضا، وداخل أحد البارات يتعرف الأربع فتيات على بعضهن البعض ليكن المصير كما اخترن.

## الممثلون
- غادة عبد الرازق
- رانيا يوسف
- علا رامي
- مادلين طبر
- إيناس مكي
- صبري فواز
- خالد العيسوي
- حسن العدل
- إنجي خطاب
- رضا حامد
- ضياء الميرغني
- منير مكرم
- أحلام الجريتلي
- عبد الرحيم حسن
- رضا إدريس
- يوسف العسال

## روابط خارجية
- مقالات تستعمل روابط فنية بلا صلة مع ويكي بيانات